# ТреФы-Ф-ФunkоФФ
«ТреФы-Ф-ФunkоФФ» — неофициальный последний студийный альбом двух русских рэп-исполнителей Джипа и Сирджея в рамках проекта «D.O.B. Community», вышедший в 2009 году.
- Альбом записан в стиле фанк, в основе лежит именно этот стиль музыки, что сильно отличает альбом от всего сделанного ранее «D.O.B.»
- Впервые в альбоме «D.O.B. Community» отсутствовал мат.

Впервые о появлении нового альбома «D.O.B. Community» появились известия в 2007 году на сайте Rap.Ru В 2008 году вышел трек D.O.B. Community совместно с группой «43 градуса».
В 2010 году альбом «ТреФы-Ф-ФunkоФФ» был добавлен в радиочарт сайта телепередачи «Красная звезда», однако призовых мест в радиочарте не занимал. Лучшими треками альбома по результатам голосования стали треки «Террорист», «Нарцисс», «Свобода слова», «Та самая мелодия» и «Бандитизм не есть мой хлеб».

## Список композиций
Все тексты написаны Сирджеем и Джипом, вся музыка написана Сирджеем.
| №   | Название                        | Длительность |
| --- | ------------------------------- | ------------ |
| 1.  | «В Чём Дело»                    | 0:24         |
| 2.  | «Свобода Слова»                 | 3:24         |
| 3.  | «Руки, Ноги п.у. Лиса (TZ)»     | 4:18         |
| 4.  | «Префанк / Всё По Фанку»        | 3:21         |
| 5.  | «В Баре»                        | 4:10         |
| 6.  | «Нарцисс»                       | 3:14         |
| 7.  | «В Каждом Из Нас Живёт Бык»     | 1:02         |
| 8.  | «Та Самая Мелодия»              | 3:06         |
| 9.  | «Террорист»                     | 4:03         |
| 10. | «10ка»                          | 4:18         |
| 11. | «Глухо - Слепой»                | 3:13         |
| 12. | «Такая Вот История (Те Двое)»   | 3:33         |
| 13. | «Заморочки п.у. 43 Градуса»     | 4:35         |
| 14. | «Я Богат»                       | 2:01         |
| 15. | «Новогодняя»                    | 3:22         |
| 16. | «3 Дамы И Валет п.у. Мани Майк» | 3:34         |
| 17. | «Бандитизм Не Есть Мой Хлеб»    | 3:18         |
| 18. | «Как Нам Повезло»               | 3:13         |

## Подробности
- Альбом был посвящён памяти Дмитрия Булавинцева, отца Sir-J'ея.
- В песнях упоминаются американские мультфильмы. В песне «В Баре» Джип упоминает Южный парк, а Сирджей упоминает Джонни Браво в песне «Нарцисс» в качестве сравнения.
- Альбом был выпущен на лейбле «Rap Recordz».
- Мани Майк — третий участник «D.O.B. Community» — поучаствовал только в 16 треке.